# Cerkiew Bogurodzicy w Prizrenie
Cerkiew Bogurodzicy (serb. Црква Богородица Љевишка) – XII-wieczna cerkiew katedralna eparchii raszko-prizreńskiej Serbskiego Kościoła Prawosławnego w Prizrenie w Kosowie.

## Historia
Świątynia została zbudowana w XII wieku przez Stefana Nemanię na miejscu IX-wiecznej cerkwi, która była siedzibą biskupstwa wymienionego w dokumencie cesarza bizantyjskiego Bazylego II Bułgarobójcy w 1018. W czasach imperium osmańskiego została zamieniona na meczet i wróciła do cerkwi prawosławnej na początku XX wieku.
Podczas wojny domowej w Kosowie (1996–1999), od czerwca 1999 cerkiew była chroniona przez żołnierzy KFOR. Świątynia została podpalona podczas zamieszek w Kosowie w 2004. Z cerkwi rabowano wielokrotnie elementy dachowe. Grupa ekspertów sponsorowanych przez Serbię odwiedziła cerkiew kilkakrotnie, by ocenić straty, ale żadne konkretne kroki w celu restauracji zabytku nie zostały podjęte.
W 1990 Serbia wpisała Cerkiew Bogurodzicy Ljeviškiej na listę Pomników Kultury Wyjątkowego Znaczenia. 13 lipca 2006 cerkiew została wpisana na listę dziedzictwa kulturowego UNESCO – do istniejącego już wpisu monasteru Visoki Dečani dodano trzy zabytki: cerkiew w Prizrenie, monaster Gračanica i monaster Peć, które wspólnie tworzą wpis Średniowieczne zabytki Kosowa i jako całość znalazły się na liście zabytków światowego dziedzictwa w niebezpieczeństwie.